# 涅夫勒河
涅夫勒河（法語：Nièvre，法語發音：[njɛvʁ] ⓘ）是法国中部的一条河流，是卢瓦尔河的右支流，流经并命名了涅夫勒省。
涅夫勒河发源自尚普勒米，向南流经盖里尼、于尔济，于讷韦尔市中心汇入卢瓦尔河。 